# Bankable (téléfilm)
Cet article concerne le téléfilm. Pour le terme du jargon cinématographique, voir Bankable.
Pour plus de détails, voir Fiche technique et Distribution.
Bankable est un téléfilm français réalisé par Mona Achache et diffusé pour la première fois le 4 mai 2012 sur Arte.

## Synopsis
En pleine crise financière, Philippe Deville, consultant financier, perd son emploi et son train de vie fastueux. De son côté, Leslie Ricci, coiffeuse, monte une boite de publicité sur Internet en volant la part d'héritage de sa sœur. L'épouse de Philippe doit trouver un travail tandis que son fils devient prêteur sur gages. Sa fille, quant à elle, se prostitue.

## Fiche technique
- Réalisation : Mona Achache
- Scénario : Éric Guého et William Willebrod Wegimont
Adaptation : Mona Achache, Éric Guého et William Willebrod Wegimont
- Musique : Camille Adrien
- Produit par : David C. Barrot et Pierre Garnier
- Directeur de la photographie : Pierric Gantelmi d'Ille
- Montage : Julia Grégory
- Décors : Benoît Tételin
- Costumes : Marine Orfino
- Pays :  France
- Production : ARTE France
- Durée : 86 minutes

## Distribution
- Pascale Arbillot : Barbara Deville
- Lolita Chammah : Leslie Ricci
- Bruno Todeschini : Philippe Deville
- Olivier Barthélémy : Nicolas Ricci
- Marianne Denicourt : Sophie Brun
- Farida Khelfa : Éléonore
- Jules Balekdjian : Enzo Ricci
- Éric Guého : Merlin
- Sarah Le Picard : Audrey
- Salomé Berlioux : Victoire Deville
- Jules Sadoughi : Antoine Deville
- Tishou Kane : Fatou
- Christophe Salengro : Monsieur Kremer
- Arthur Igual : Michel Bratto
- Benoît Carré : le conseiller APEC
- Benjamin Ruggia : l'assistante sociale
- Claire Tran : Pomme
- Frédéric Noaille : Sébastien
- Ludovic Bergery : le serveur du restaurant
- Anne-Clélia Salomon Monge : la caissière du supermarché
- Jean-François Gallotte : Monsieur Raymond
- Hassam Ghaney : le joueur du bonneteau
- Samuel Hériche : le graphiste
- Lionel Mur : le publicitaire
- Jean-Pierre Gaillard : Jean-Pierre Gaillard
- Micheline Presle : Granny
- Marie Labory : l'animatrice télévision

## Récompenses
- 2012 : Meilleure interprétation féminine au Festival du film de télévision de Luchon pour Pascale Arbillot
- 2012 : Meilleure musique originale au Festival du film de télévision de Luchon pour Camille Adrien